# Statue de Gérard de Csanád
La statue de Gérard de Csanád ou statut de saint Gérard (en hongrois : Szent Gellért-szobor) est un imposant monument représentant Gérard de Csanád, situé dans le 1er arrondissement de Budapest, sur le flanc nord du Gellért-hegy, en contrebas de la citadelle et de la statue de la Liberté.